# ディクソニア属
ディクソニア属（Dicksonia）は、シダ植物の1群。ヘゴ科のような木生シダを含み、大きいものは10mに達する。日本には産しない。

## 特徴
大型のシダ植物で、木生シダになる種が多く、大きいものでは最大10mになるものがある。木生の種では茎の上部には葉柄の基部が密生し、同時に硬い毛に覆われている。茎の下方は古くなると気根に覆われる。ただし木生にならず、地上に塊状の茎を持つ種もある。葉は茎の先端近くに集まって着き、長さ1-4mで2回から4回の羽状複葉。羽片は葉の下部では次第に短くなる。胞子嚢をつけた裂片はつけないものと同型の場合もあるが、より小さくなる例があり、そのようなものでは葉は2形、あるいは部分的2形を示す。胞子嚢群は葉の縁に生じ、二枚貝状をしている。これは葉の縁が伸び出して胞子嚢群の上を覆って包膜状となり、更に裏面からは包膜が生じて下面を覆うためである。胞子嚢の環帯は斜めに付く。

## 分布など
世界に約20種があり、南半球を分布の中心とする。ニュージーランド、オーストラリア、中央アメリカから南アメリカに分布する。一般に木生シダは熱帯に多いと思われがちだが、本属のものは山地の雲霧林など、比較的涼しい地域にみられる。分布の最南端はタスマニア島で、日本の山林のような環境であるという。

## 分類
ヘゴ科に似るが、ヘゴ科では鱗片があるのに対して、本属は毛である。ワラビ科としたこともあり、独自のディクソニア科を認める説もあるが、タカワラビ科とすることが多い。

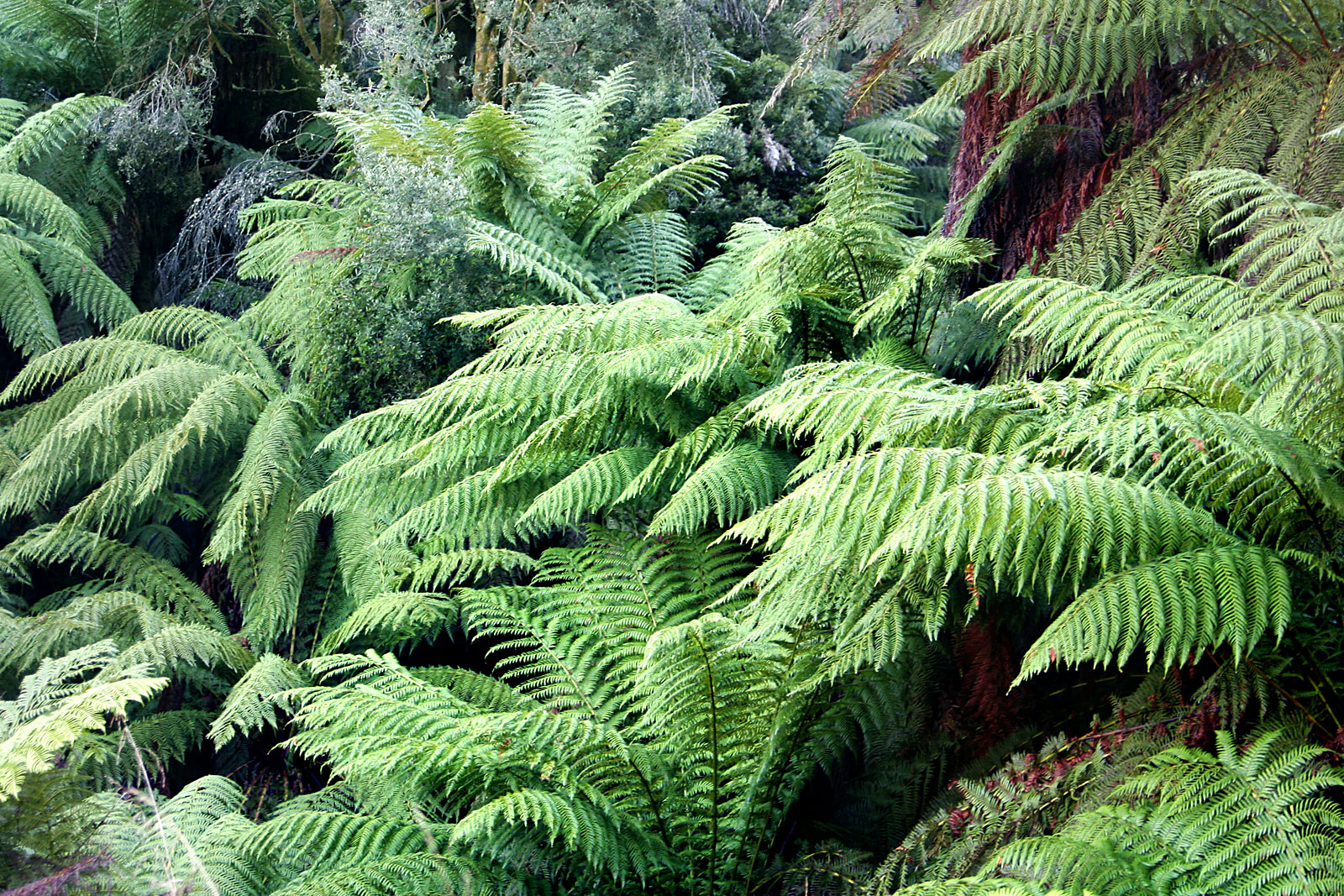
D. antarctica 葉の様子
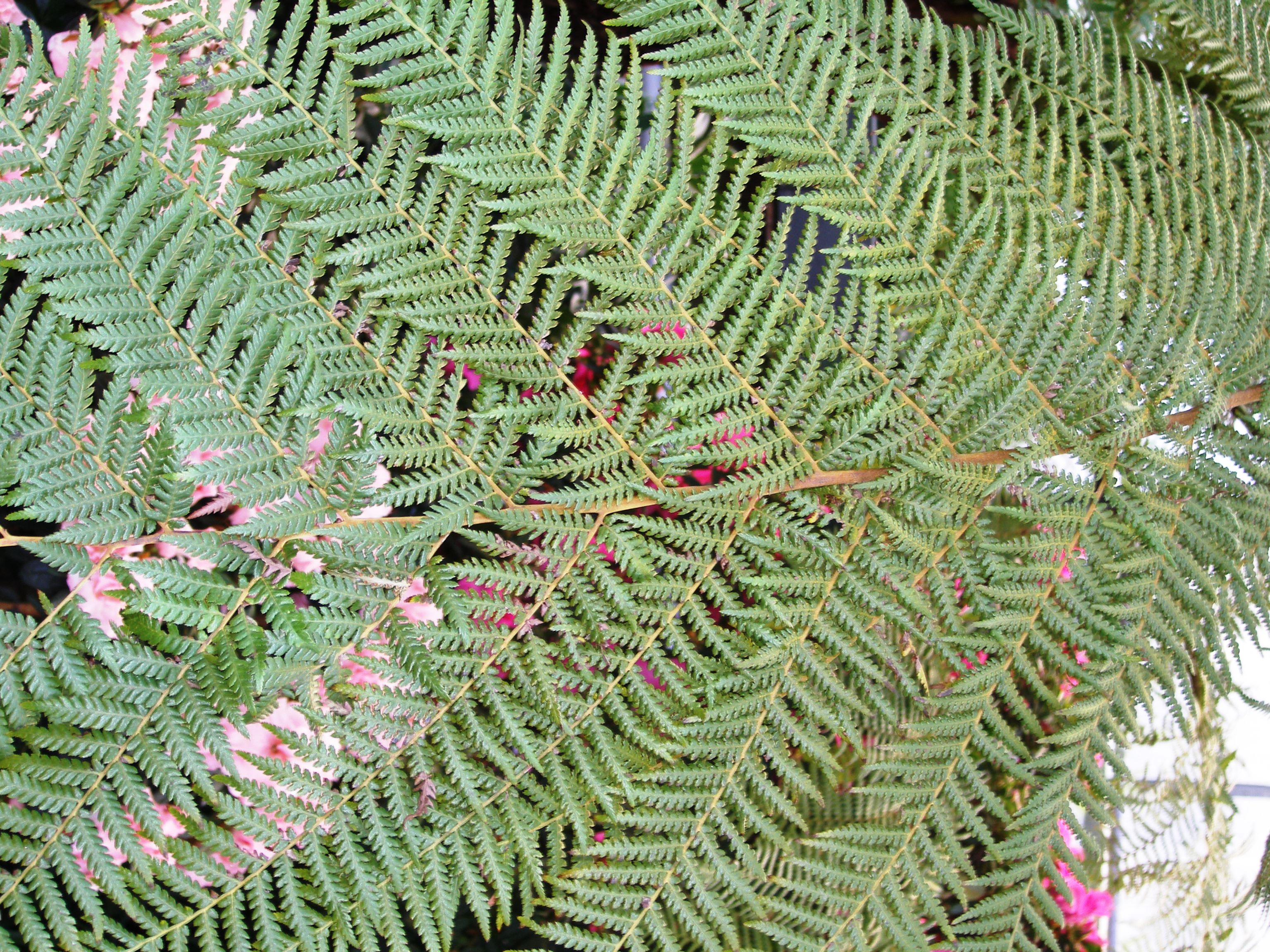
同・葉の表面
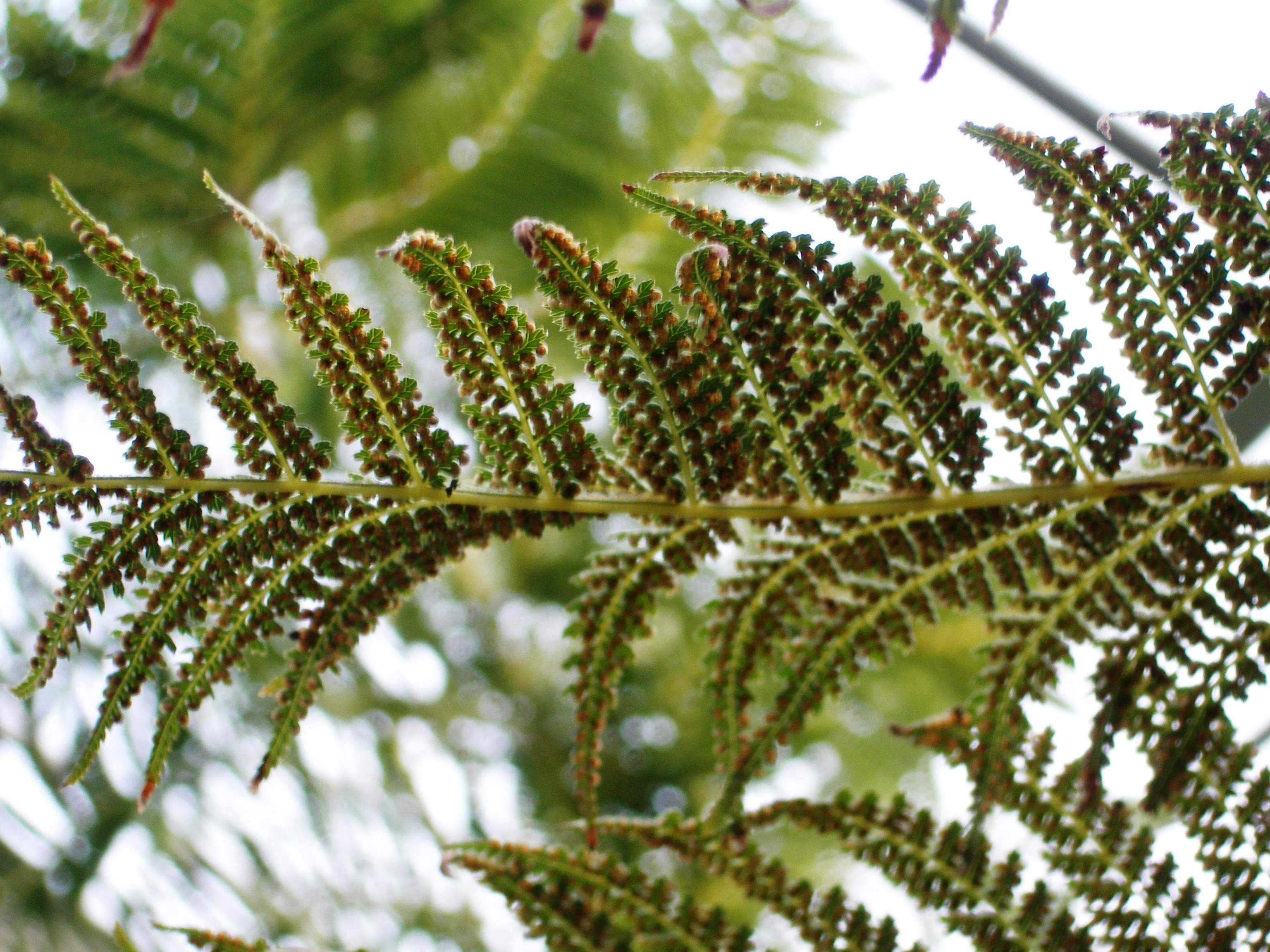
同・裏面
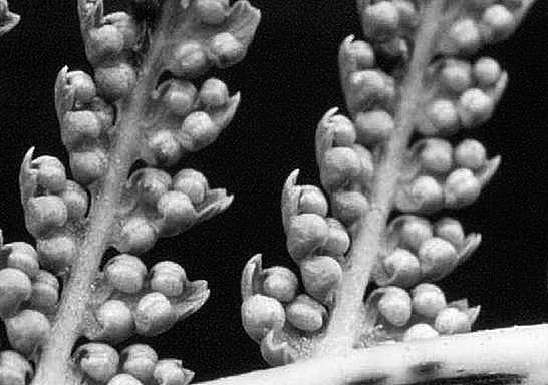
同・胞子嚢群
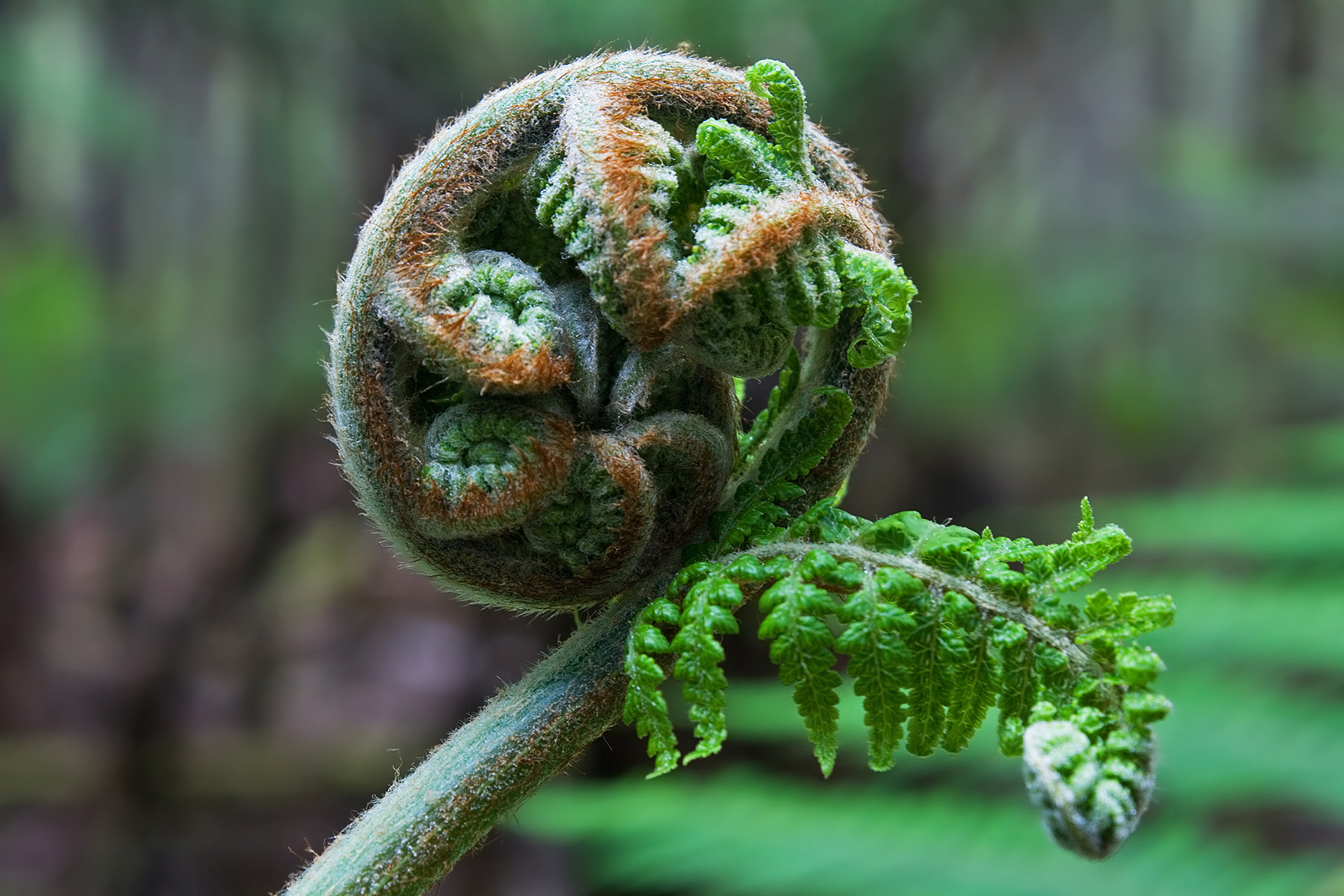
同・新芽 毛が密生する。